# Голињево
Голињево је насеље у Граду Ливну, Кантон 10 у Федерацији БиХ, ентитету БиХ. Налази се 16 км јужно од Ливна, у Ливањском пољу, поред језера Бушко блато.

## Историја
У селу су до Другог свјетског рата живјели Хрвати, Муслимани и Срби. Усташе су у два дана, 30. и 31. јула 1941, потпуно истребиле српско становништво — укупно 256 људи. Први дан су код села Пролог убили 46 одведених мушкараца и затрпали их у ров који је пред рат ископан за постављање жељезнице. Други дан је осталих 210, углавном жена, дјеце и стараца, бачено у јаму Камешницу на истоименој планини.
Број страдалих по презименима:
- Бошковић 29
- Ћурковић 2
- Јовановић 4
- Митровић 13
- Пажин 135
- Ратаљ 20
- Тошић 13
- Ждеро 15
- Мала дјеца за које се не зна прецизно из којих су породица 24

На попису из 1991. године, од укупно 861 становника Голињева, није регистрован ниједан Србин.
У селу Голињеву поред Хрвата и муслимана било је и 50 српских домова. Једног дана у месецу јулу 1941. године усташе из Ливна уз помоћ извесног броја мештана католика и муслимана извели су све српске породице у једно поље крај села, опљачкали их, а мушкарце и мушку децу одвели на брдо звано Тушница, и све их живе бацили у дубоку јаму. После три недеље успела су двојица дечака да изађу из те јаме. Пошто су били „врло слаби од претрпљеног страха и глади, срески начелник их је сместио у болницу у Ливну. Када су усташе за то сазнале, дошле су у болницу и у болесничким креветима обојицу заклали, а поред њих и остале Србе који су били на лечењу.